# Láz (Kladruby)
Láz (německy Laas) je malá vesnice, část města Kladruby v okrese Tachov v Plzeňském kraji. Nachází se asi 2,5 kilometru západ od Kladrub. Je zde evidováno 20 adres. V roce 2011 zde trvale žilo 52 obyvatel.
Láz leží v katastrálním území Láz u Kladrub o rozloze 4,76 km².

## Historie a název
První písemná zmínka o vesnici pochází z roku 1115, ves tehdy patřila klášteru benediktinů v Kladrubech a nazývala se Lobez, později také Labzy, Labes nebo Ponebuzlaz (= Poněbudův Laz), , kolem roku 1239 již Laz.

## Obyvatelstvo
| Rok            | 1869 | 1880 | 1890 | 1900 | 1910 | 1921 | 1930 | 1950 | 1961 | 1970 | 1980 | 1991 | 2001 | 2011 | 2021 |
| -------------- | ---- | ---- | ---- | ---- | ---- | ---- | ---- | ---- | ---- | ---- | ---- | ---- | ---- | ---- | ---- |
| Počet obyvatel | 189  | 157  | 158  | 148  | 159  | 158  | 149  | 103  | 86   | 92   | 70   | 62   | 59   | 52   | 48   |
| Počet domů     | 33   | 33   | 29   | 27   | 26   | 25   | 27   | 24   | 17   | 18   | 17   | 19   | 20   | 20   | 21   |

## Obecní správa
Při sčítání lidu v letech 1850–1963 Láz byl samostatnou obcí v okrese Stříbro. Od roku 1964 je částí města Kladruby v okrese Tachov.

## Pamětihodnosti
- Boží muka
- Mohylník

## Další fotografie

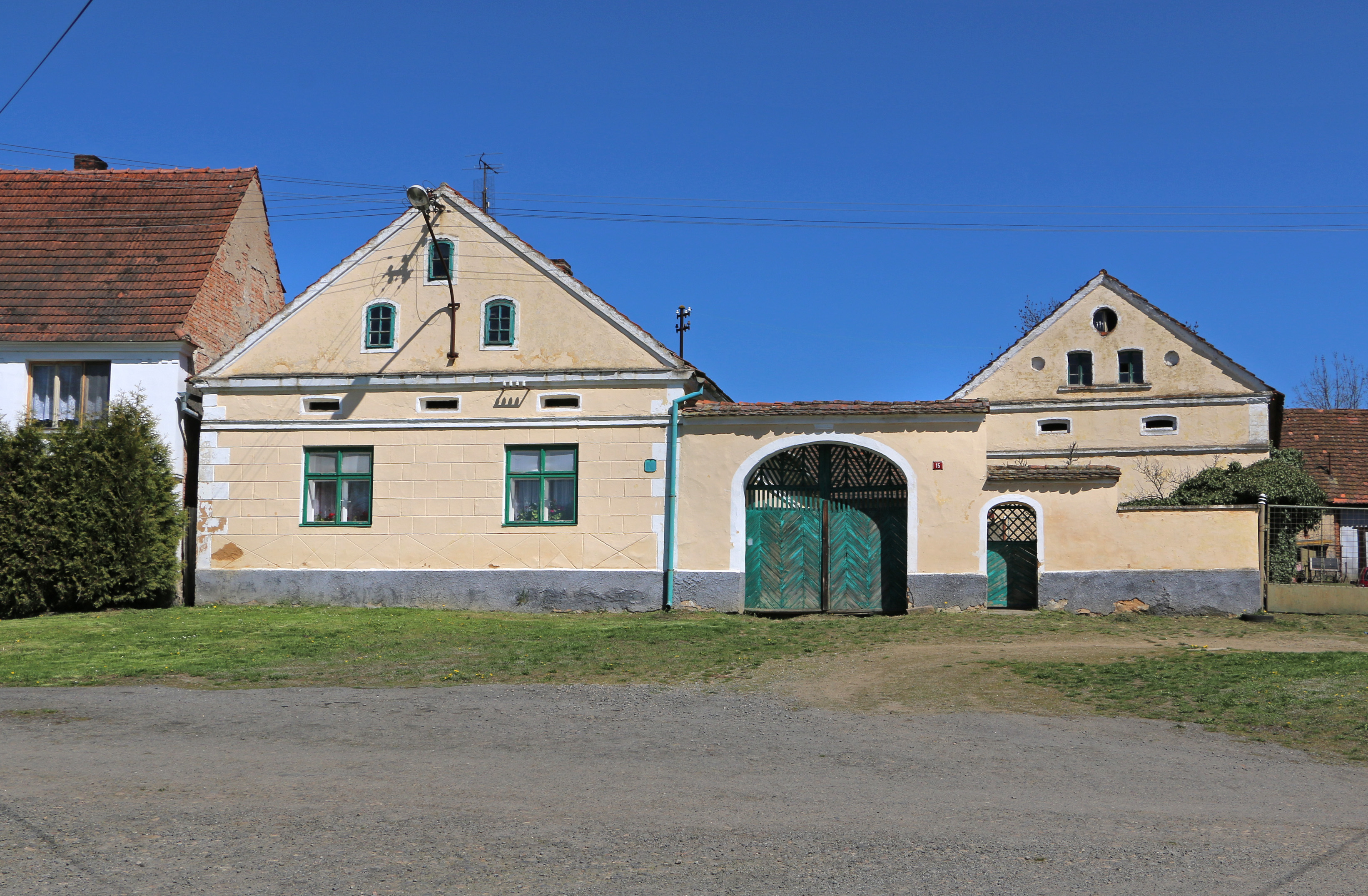
Bývalý statek
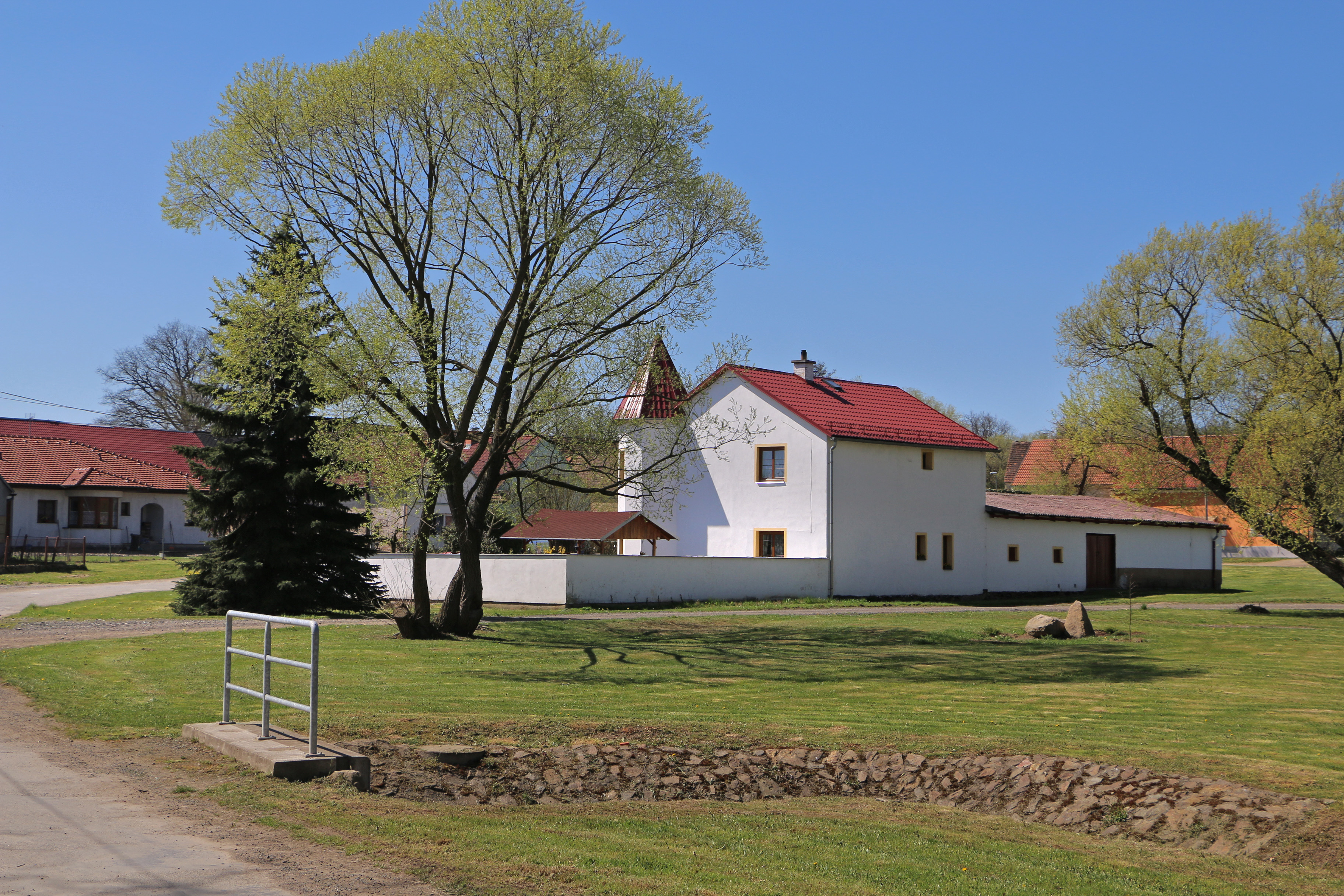
Vila s věží
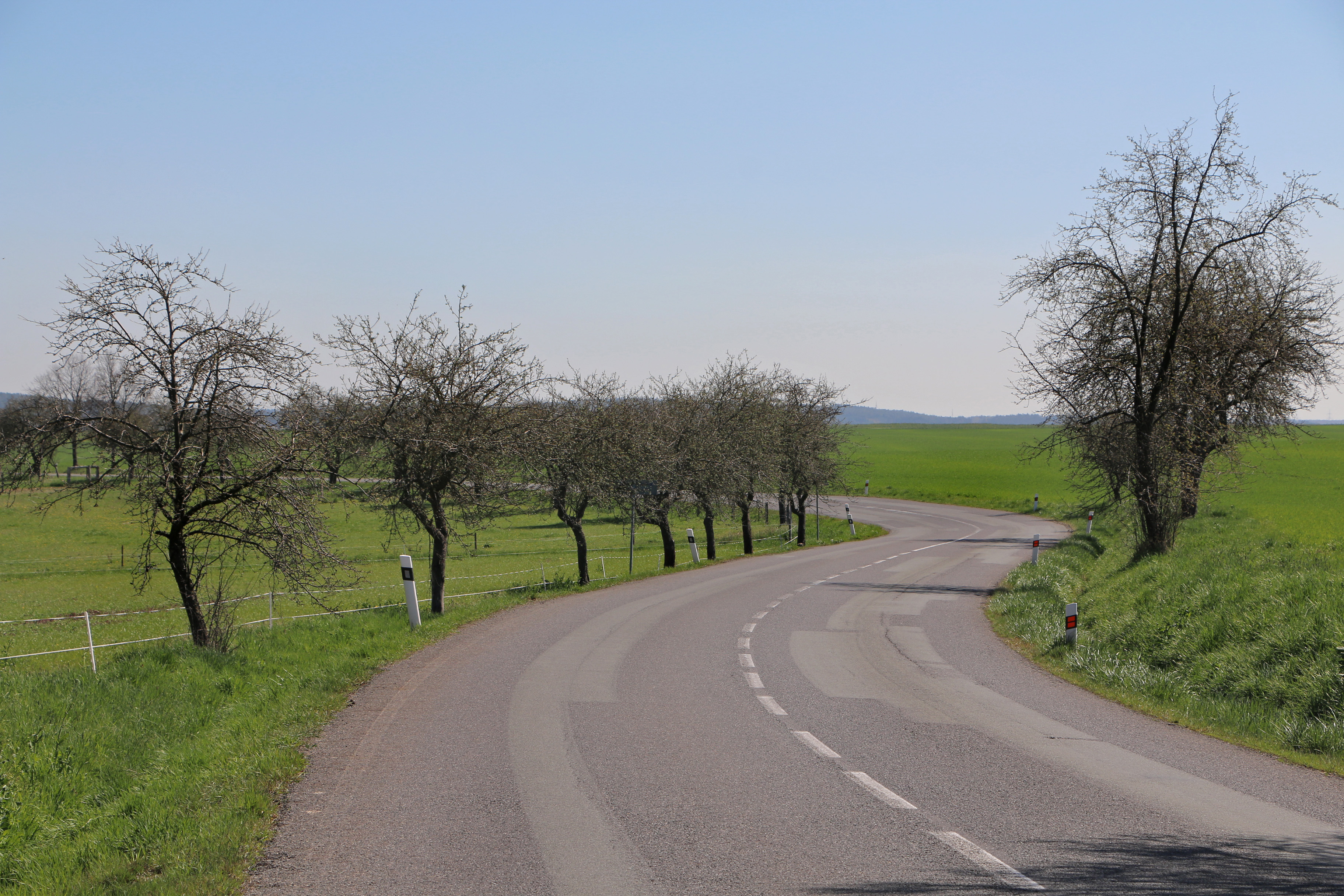
Silnice ke Kladrubům
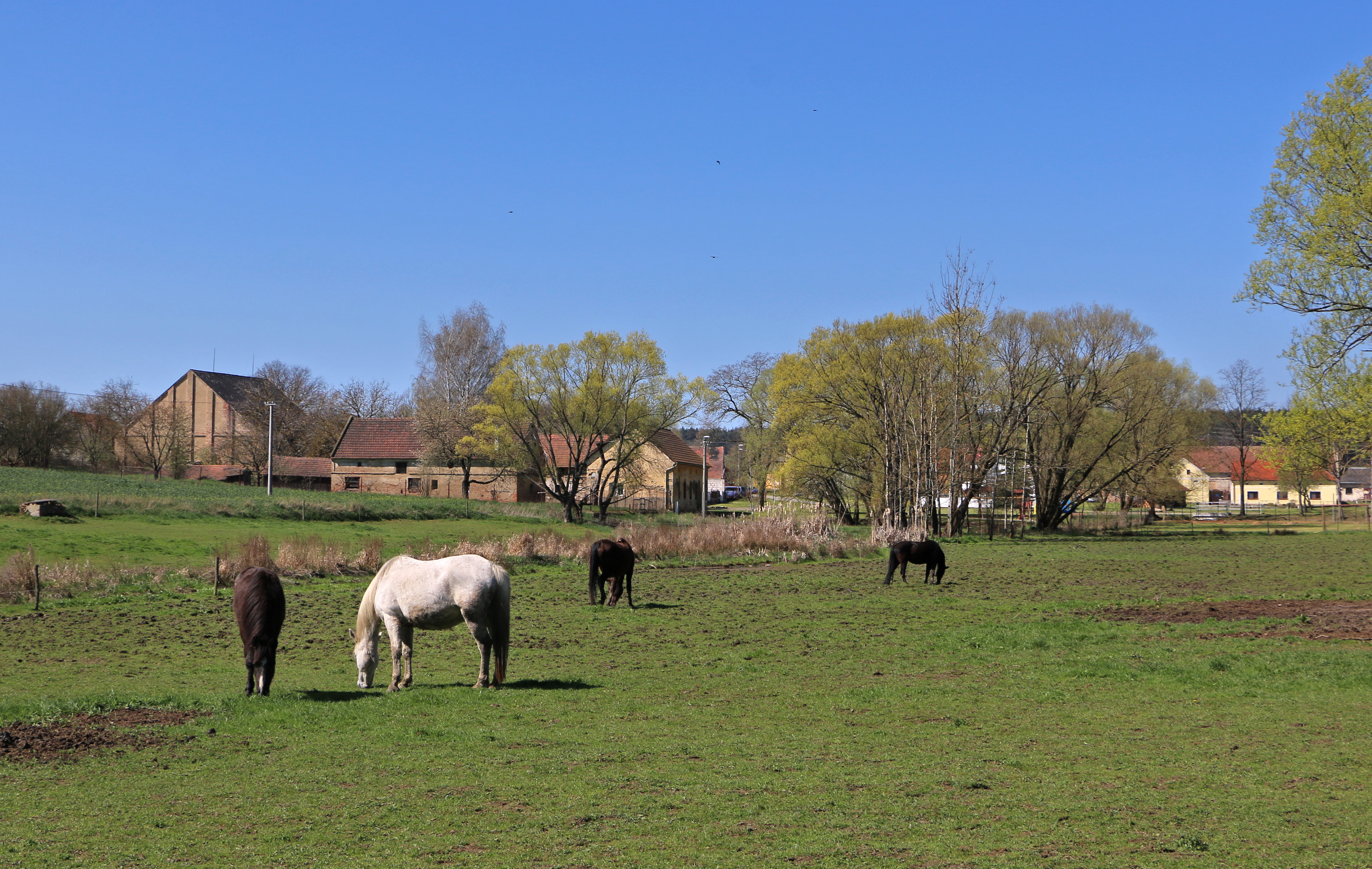
Chov koní